# Zénon (empereur byzantin)
Vous lisez un « bon article » labellisé en 2023.
Pour les articles homonymes, voir Zénon.
Zénon (en latin : Flavius Zeno ), né vers 425 à Rosoumblada en Isaurie et mort à Constantinople le 9 avril 491, est un empereur romain d'Orient.
Originaire de l'Isaurie, une région d'Anatolie aux fortes traditions militaires, il s'élève dans la hiérarchie de l'armée alors que les Isauriens sont particulièrement influents à la cour de Constantinople. Partisan de l'empereur Léon Ier, il finit par épouser sa fille, Ariane, avec qui il a pour fils le futur empereur Léon II, qui succède à son grand-père en 473 mais meurt au bout de quelques mois.
Zénon devient alors seul empereur après avoir exercé la régence sous son fils mais son pouvoir est contesté, notamment par Vérine, la veuve de Léon Ier, et par différents hauts dignitaires de l'Empire, dont Basiliscus. Ce dernier parvient à s'emparer du pouvoir en janvier 475 pour dix-huit mois, poussant Zénon à se réfugier en Isaurie d'où il mène une résistance acharnée, avant de rassembler suffisamment de soutiens pour chasser l'usurpateur dès l'été 476. C'est d'ailleurs vers cette date qu'est déposé le dernier empereur d'Occident, Romulus Augustule. Faute de pouvoir porter secours à Rome, Zénon tente la conciliation avec Odoacre, devenu roi d'Italie, avant d'envoyer contre lui les Ostrogoths de Théodoric le Grand pour les éloigner des Balkans où ils mènent des campagnes régulières de pillages et de destructions. Néanmoins, en matière de politique extérieure, son règne est marqué par une paix plutôt solide, en particulier en Orient.
En revanche, jusqu'à sa mort, son pouvoir est régulièrement contesté par diverses personnalités, dont son compatriote isaurien Illus et Vérine, qui intrigue jusqu'à sa disparition. Zénon souffre probablement de ses origines isauriennes, mal perçues par toute une partie de l'élite impériale. Pour autant, aucune des conspirations ne parvient à renverser Zénon, qui dispose de suffisamment de partisans pour maintenir son autorité. Enfin, en matière religieuse, il est confronté aux divergences théologiques qui fracturent le monde chrétien, en particulier entre les soutiens du concile de Chalcédoine tenu en 451 et les monophysites, qui le rejettent. Optant parfois pour la répression, il essaie surtout de concilier ces différentes tendances au travers de l’Hénotique, un texte de compromis qui ramène une certaine concorde entre les autorités religieuses de l'Empire mais lui aliène une papauté de plus en plus indépendante.
Sans successeur depuis la mort de Léon II, il meurt en 491 en laissant à celui qui lui succède, Anastase Ier, un Empire aux frontières solides en dépit de troubles internes parfois forts.

## Sources
Les sources byzantines qui s'attardent sur le Ve siècle et les événements du règne de Zénon ont pour particularité de ne pas toujours avoir été préservées dans leur totalité. C'est le cas notamment de Malchos de Philadelphie, qui écrit vraisemblablement sous Anastase Ier et dont seuls des fragments de textes ont survécu, au travers notamment de la Souda. Il décrit Zénon comme pacifique mais peu compétent et surtout rempli d'ambitions, un trait classique à propos d'empereurs qui ne sont pas issus d'une lignée impériale. Candidus Isaurus est un autre chroniqueur contemporain, dont seules quelques parties de la chronique ont survécu. Parfois considéré comme un proche de Zénon, il semble plutôt avoir été un partisan d'Illus car ses descriptions de Zénon sont rarement mélioratives,. Eustathe d'Épiphanie est le troisième historien contemporain du règne de Zénon, dont l’Épitomé chronologique a aussi largement disparu. Il pourrait avoir inspiré certains des passages de l'histoire ecclésiastique d'Évagre le Scolastique, qui écrit un siècle après la mort de Zénon. Dans l'ensemble, ces différents auteurs ont des avis plutôt négatifs envers Zénon. Plus tardifs, divers ecclésiastiques ont composé, comme l'avait fait Évagre, des écrits relatant des événements religieux du règne de Zénon. Tels sont les ouvrages de Théodore le Lecteur ou Zacharie le Rhéteur, dont plusieurs parties ont été recomposées dans d'autres chroniques, notamment celle du Pseudo-Zacharie le Rhéteur. D'obédience monophysite, ce dernier est plutôt favorable à la tolérance religieuse de Zénon. Autres auteurs plus tardifs, Jean Malalas et Procope de Césarée livrent plusieurs détails intéressants à propos de Zénon. Procope est notamment assez disert sur sa diplomatie avec les Vandales ou les Ostrogoths.
Par ailleurs, des sources extérieures à l'Empire peuvent aussi être mobilisées, comme l'Anonyme de Valois, un texte écrit en Italie par un auteur inconnu, centré sur la biographie de Théodoric le Grand. À la différence de bon nombre de textes grecs, ce biographe est particulièrement favorable à Zénon, louant ses nombreuses qualités, le disant généreux, pacifique et d'une grande noblesse. Autre texte positif envers Zénon, la Vie de Daniel le Stylite ressort du genre de l'hagiographie. S'il est principalement centré sur la biographie du saint en question, il mentionne plusieurs événements de la vie et du règne de Zénon, comme son ascension auprès de Léon Ier ou l'usurpation de Basiliscus. Les sources administratives sont plutôt maigres : peu de textes législatifs de Zénon sont repris dans le Corpus juris civilis de Justinien et ils sont souvent tronqués.

## Origines

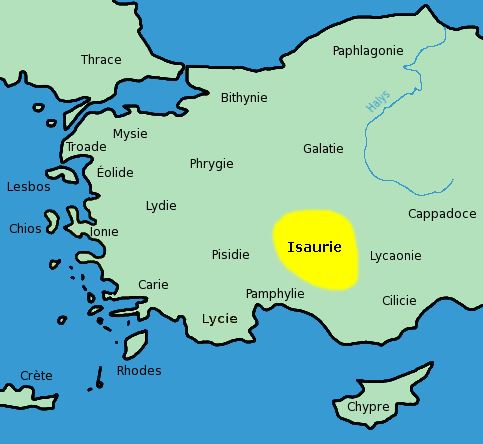
Carte situant l'Isaurie.

Zénon est né à Rosoumblada sous le nom de Tarasicodissa, dans le Sud-Est de l'Asie Mineure ; il est issu d'une famille noble isaurienne.
Sujets de l'Empire romain depuis plusieurs siècles, les montagnards Isauriens sont néanmoins considérés comme des barbares par les autres peuples de l'empire et, en particulier, par les Grecs. En effet, cette région est agitée par des soulèvements réguliers et les Isauriens sont réputés pour leurs compétences martiales. De ce fait, ils sont recrutés en nombre au début du Ve siècle pour affronter les menaces diverses aux frontières de l'Empire ; ces recrutements massifs permettent à certains d'entre eux d'accéder à la cour impériale, au sein de laquelle ils accèdent à des fonctions prestigieuses. Ils deviennent ainsi des contrepoids à l'influence des Germains. Parmi eux figurent notamment un homonyme de Zénon, le consul Zénon qui, en plus d'être élevé au consulat en 448, devient maître des milices d'Orient et combat Attila. L'historien byzantin Jean Zonaras présente Zénon comme « de l'infâme nation des Isauriens, mal fait de corps, et d'esprit ».
Les premières années de la vie de Zénon restent entourées d'un profond mystère. Sa date de naissance peut être approchée mais n'est pas connue avec certitude. Selon Malalas, il a près de soixante-et-un ans à sa mort mais les sources slaves évoquent un âge de soixante-cinq ans et neuf mois, alors que le Chronicon Paschale le dit âgé de soixante-cinq ans et neuf jours. De ce fait, Zénon est probablement venu au monde entre 425 et 430.
Son nom complet, cité par l'historien du VIe siècle Candidus Isaurus, est Tarasicodissa Rousoumbladiotes, même si d'autres formes sont rapportées par des auteurs comme Jean de Nikiou ou Malalas. Les noms de Tarasis et de Kodissa étant attestés en Isaurie, son nom développé pourrait être Tarasis, fils de Codissa, de Rosoumblada. Rosoumblada se réfère alors à Zénonpolis, l'une des cités d'Isaurie, ce qui implique que Zénon est peut-être issu de la noblesse urbaine. On lui connaît un frère, nommé Longin. Le choix de changer de nom pourrait être une manière d'effacer partiellement des origines peu enviables auprès de la cour byzantine. Il n'est pas non plus impossible qu'il souhaite se référer au consul Zénon, dont le prestige est assez important,.

## L'ascension militaire

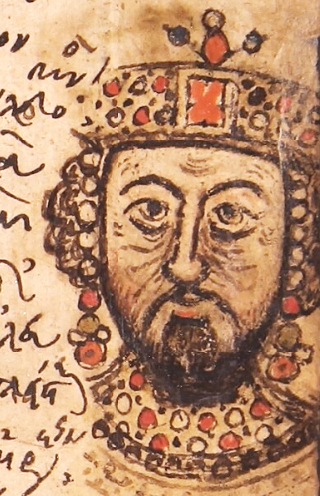
Portrait de Zénon dans le Mutinensis gr. 122, manuscrit du XVe siècle.

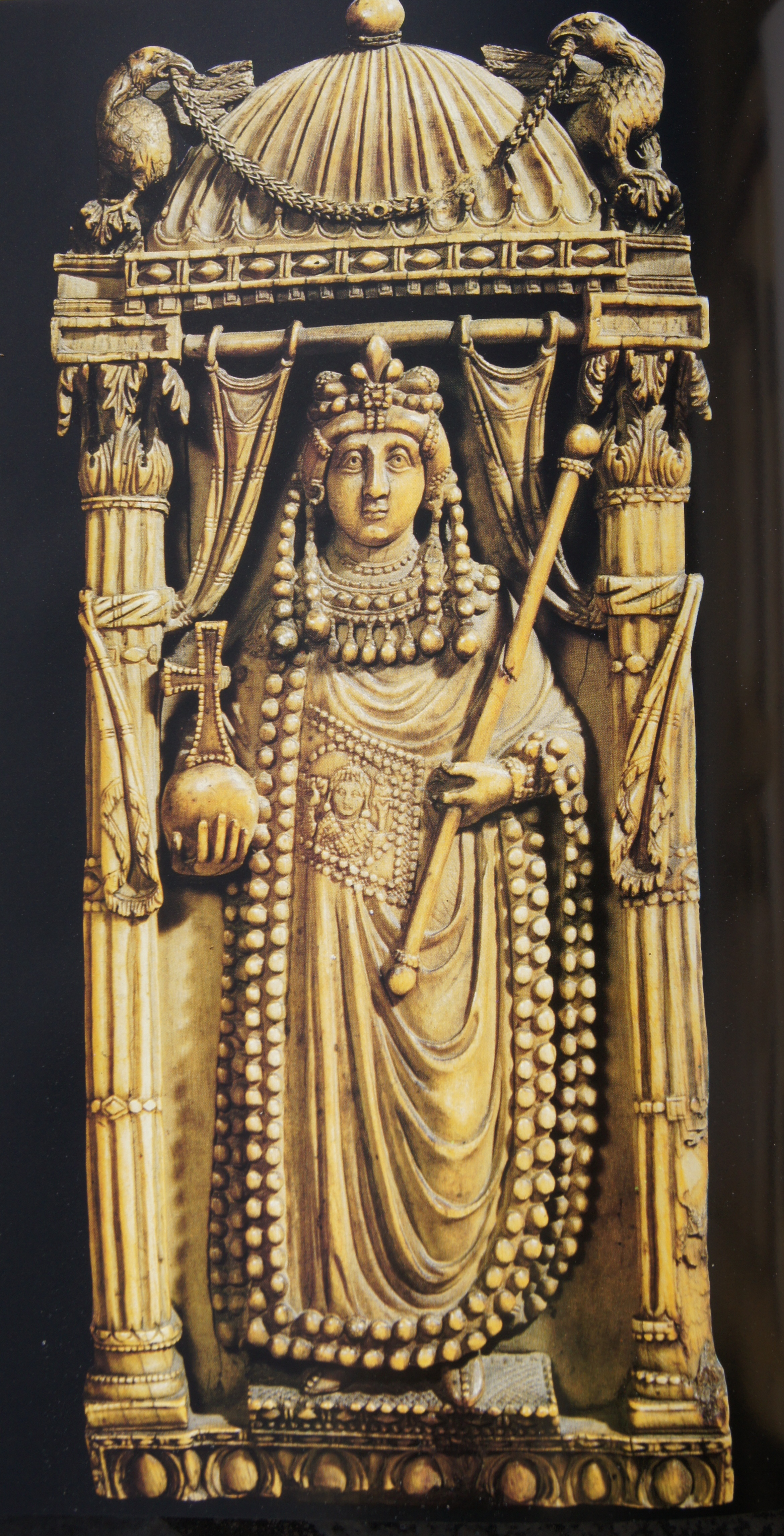
Feuillet de diptyque impérial représentant l'impératrice Ariane, musée national du Bargello.

Au cours du Ve siècle, des peuples germaniques se sont implantés dans l'Empire, constituant des milices fédérées en théorie au service de l'Empire, mais plus ou moins dociles. Devenues les forces armées les plus puissantes de l'Empire, elles exercent un pouvoir de tutelle grandissant sur les empereurs. Dans l'empire d'Occident, cette tutelle est exercée par Ricimer qui, à défaut de pouvoir devenir empereur à cause de ses origines barbares, fait et défait les empereurs d'Occident. À Constantinople, le patrice Aspar, un Alain de religion arienne soutenu par les fédérés ostrogoths, est à l’origine de l'accession au pouvoir des empereurs Marcien en 450, puis de Léon Ier en 457. Ce dernier cherche, au milieu des années 460, à échapper à l'emprise des mercenaires alains et ostrogoths. C'est dans ce contexte qu'arrive Zénon à la cour. Longtemps, les historiens ont privilégié la thèse d'une ascension isaurienne suscitée en opposition à la domination germanique. Aujourd'hui, l'idée d'une rivalité entre Isauriens et Germains, qui structurerait la vie politique d'alors à la cour de l'Empire d'Orient, est en partie remise en cause. Hugh Elton rappelle ainsi que la présence des Isauriens dans l'armée romaine n'est pas nouvelle, bien qu'elle joue à cette date un rôle significatif jusqu'au plus haut niveau de l'Empire. Brian Croke a aussi largement contesté l'idée d'un parti isaurien qui aurait été promu par Léon pour s'émanciper des Germains, même si aucun consensus ne se dégage sur le sujet.
C'est donc en 465 que Zénon apparaît sur le devant de la scène, déjà particulièrement influent puisqu'il présente à l'empereur des lettres qu'Ardabur, un fils d'Aspar, aurait échangées avec les Perses pour solliciter leur appui. L'existence de ces lettres demeure hypothétique mais Ardabur perd son influence à la cour, tandis que Zénon devient comte des domestiques en 466, soit le commandant d'un des régiments impériaux. En 466 ou 467, il prend le nom de Zénon et épouse Ariane, la fille aînée de Léon Ier et de l'impératrice Vérine, qui lui donne un fils, le futur Léon II.
Léon Ier confie à Zénon le poste de maître des milices pour la Thrace en 469, ainsi que le consulat, puis le poste de maître des milices d'Orient vers 470-471 en remplacement du fils aîné d'Aspar. En 468, Léon profite de la diminution d'influence d'Aspar pour confier à son beau-frère Basiliscus une expédition contre le royaume vandale implanté dans l'ancienne Afrique romaine. L'expédition est un échec complet, qui permet un retour en grâce d'Aspar, opposé à cette intervention. Il pousse en avant son jeune fils Patrice, qui épouse la fille cadette de Léon Ier, Léontia Porphyrogénète, et obtient le titre de César, ce qui en fait l'héritier présomptif de l'empereur.
En Orient, Zénon fait face à différents défis, notamment les difficultés à maintenir la concorde religieuse à Antioche. En 469, il s'illustre en s'opposant à la révolte d'un Isaurien, Indacus Cottunès. Il s'immisce aussi dans le jeu géopolitique caucasien, alors dominé par la rivalité romano-perse. Il tente d'aider le royaume de Lazique, allié de l'Empire, à mater une révolte des Svanes, plutôt favorables aux Perses, sans grands résultats.
En 471 éclatent à Constantinople des émeutes antigermaniques et contre les ariens. Invité au palais impérial, Aspar est assassiné en même temps que son fils Ardabur, tandis que son autre fils Patrice, gravement blessé, est privé de son titre de César et séparé de son épouse. L'attentat contre Aspar provoque l'insurrection de fédérés ostrogoths, entraînés par Théodoric Strabon. Le rôle de Zénon dans cet événement est diversement apprécié par les sources. Si Jordanès en fait le commanditaire de l'assassinat d'Aspar, la Vie de Daniel le Stylite affirme qu'il est absent de Constantinople. Il semble cependant bien avoir joué un rôle important dans la soumission des fédérés révoltés. De même, il épargne Erménéric, l'un des fils d'Aspar, qu'il envoie en Isaurie pour épouser une fille de son fils illégitime.
En 474, Zénon poursuit son ascension en obtenant la charge de maître des milices praesentalis et le titre de patrice. De plus en plus influent, il est aussi actif en matière religieuse puisqu'il installe Pierre le Foulon comme patriarche d'Antioche en 470-471 avant de le déposer sur ordre impérial. Il soutient aussi la candidature d'Acace de Constantinople au patriarcat de la capitale. Il est notable que, si Pierre le Foulon est un monophysite notoire, Acace est un fervent partisan du concile de Chalcédoine, ce qui atteste de la plasticité des convictions religieuses de Zénon. Comme le souligne Rafal Kosinski et à la différence d'autres empereurs byzantins, il exprime un intérêt limité pour les débats théologiques.
En 473, Léon Ier organise sa succession en conférant à son petit-fils Léon le titre de César le 31 octobre, puis celui d'Auguste le 17 novembre,.

## De la régence au pouvoir (474-475)

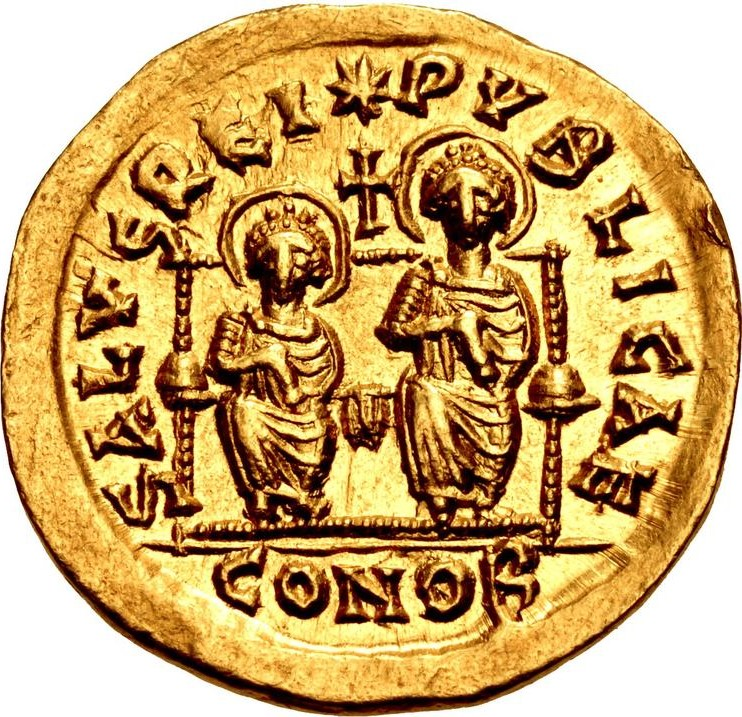
Solidus de Léon II et Zénon, trônant côte à côte, tenant chacun la mappa.

Le 18 janvier 474, Léon Ier meurt et son petit-fils Léon II lui succède. Comme il n'a qu'environ sept ans, les deux impératrices, sa grand-mère Vérine et sa mère Ariane, obtiennent que Zénon devienne co-empereur le 9 février, de manière à consolider le pouvoir. Le 10 novembre 474, Léon II meurt de maladie et son père devient alors le seul titulaire officiel du titre et de la fonction,. Certaines sources rendent Zénon responsable de la mort de son fils et Victor de Tunnuna écrit qu'Ariane aurait remplacé Léon II par un autre enfant pour le sauver d'une mort certaine, voulue par son père. Néanmoins, une mort naturelle paraît plus probable.
Alors que l'Empire romain d'Occident est en pleine déliquescence et connaît une suite de crises politiques, Zénon refuse de reconnaître l'empereur Glycérius, placé à cette fonction par les Burgondes en mars 473. Il lui préfère Julius Nepos, gouverneur de la Dalmatie et neveu par alliance de son épouse. Il lui confère la dignité de césar, ainsi qu'une flotte pour renverser Glycérius, ce qu'il fait dans les premiers mois de l'année 474. Le nouvel empereur ne peut se maintenir plus de quelques mois sur un trône désormais très fragile,.
Après avoir anéanti en 468 la flotte romaine qui tentait de reprendre l'Afrique aux Vandales, ceux-ci multiplient les raids sur l'Épire et le Péloponèse et s'emparent de la ville de Nicopolis d'Épire, mais ils ne peuvent s'y maintenir. Pour mettre un terme à ces attaques, Zénon signe en 474 ou en 476 (soit après l'usurpation de Basiliscus) une paix perpétuelle avec le roi vandale Genséric, qui lui assure définitivement le contrôle de l'Afrique du Nord et des îles de Méditerranée occidentale.

## L’usurpation de Basiliscus

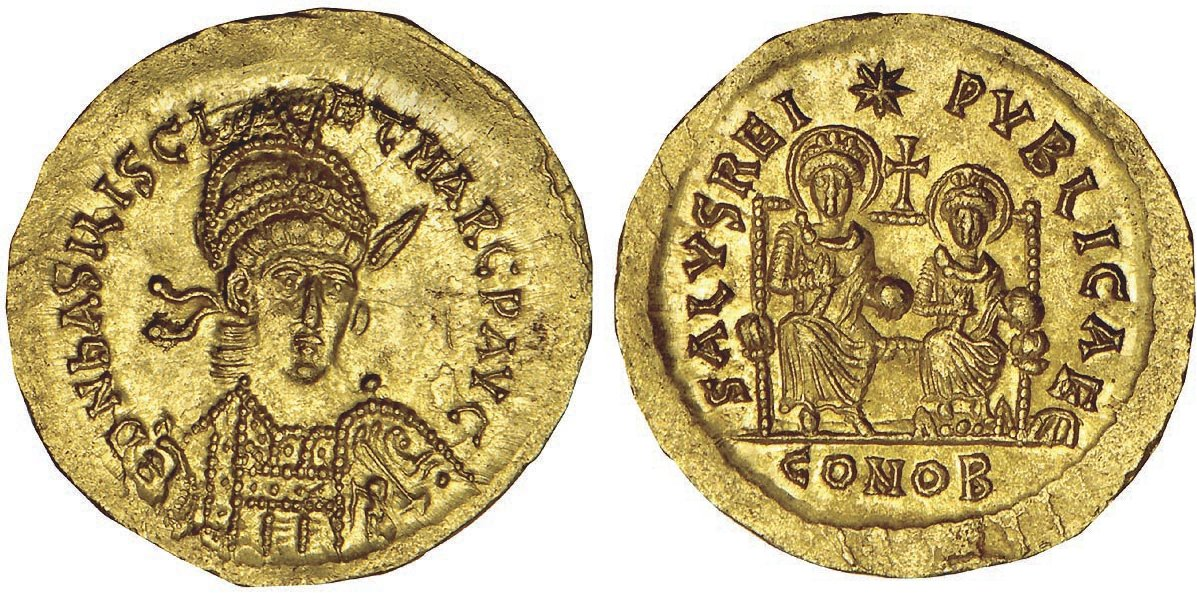
Solidus en or représentant Basiliscus à l'avers, accompagné de son fils et coempereur Marc au revers.

Zénon est rapidement contesté après son accession au pouvoir par Basiliscus, un général expérimenté appuyé par plusieurs personnages de haut rang, dont Vérine. Celle-ci, certainement soucieuse de préserver son influence, semble avoir d'abord soutenu son amant et ancien préfet du prétoire, Patricius. Zénon aurait refusé leur mariage, contribuant à accroître l'hostilité de Vérine,. Néanmoins, c'est bien Basiliscus qui prend la tête du mouvement. Si Zénon souffre probablement de ses origines isauriennes, mal acceptées, certains de ses compatriotes sont dans le camp adverse, comme Illus et Trocundus. Quoi qu'il en soit, en janvier 475, Zénon quitte Constantinople pour se retrancher en Isaurie. Il a peut-être été prévenu de l'imminence de son renversement par Vérine, qui pourrait avoir voulu préserver Ariadnè, sa fille mais aussi épouse de Zénon,.
La forteresse de repli de Zénon n'est pas connue avec certitude même si certaines sources citent Limnae. De là, il peut mener une résistance efficace, en dépit de l'envoi contre lui d'Illus et Trocundus. En effet, Basiliscus peine à affermir sa légitimité, d'autant qu'il est soutenu par les monophysites, majoritaires dans certaines provinces orientales mais pas à Constantinople. Influencé par Théoctistus, il rétablit Timothée Elure au siège de patriarche d'Alexandrie, contre l'avis du clergé orthodoxe. Surtout, il publie une Encyclique dans laquelle il rejette les conclusions du concile de Chalcédoine, que refuse de signer le patriarche Acace de Constantinople, soutenu par une large partie des Constantinopolitains. Par ailleurs, il exécute Patricius, qu'il perçoit comme un rival.
Vérine se rapproche de nouveau de Zénon, sans doute par l'intermédiaire de sa fille Ariane. Zénon réunit une armée et parvient à retourner Illus et Trocundus, probablement en leur promettant divers titres et Illus marche à ses côtés sur Constantinople. En réaction, Basiliscus envoie des troupes commandées par son neveu Armatus. Mais Zénon obtient le ralliement d'Armatus, par la promesse de désigner comme héritier de l'empire le jeune Basiliscus, fils d'Armatus. Armatus accepte alors de dévier de sa route pour éviter l'armée de Zénon. Alors qu'à Constantinople, la contestation prend un tournant insurrectionnel, la position de Basiliscus devient extrêmement précaire. Privé de soutien, il ne peut empêcher Zénon de reprendre en août 476 sa capitale sans combats. Il aurait peut-être même fait alliance avec le chef ostrogoth Théodoric l'Amale pour distraire une partie des forces adverses dans les Balkans, attaquées par les Goths depuis la Pannonie. Si aucune source écrite ne confirme cette assertion, le fait que Théodoric est rapidement élevé à la fonction de magister militum pourrait corroborer cette hypothèse.
S'il promet à Basiliscus qui vient de lui être livré qu'il ne fera pas couler son sang ni celui de sa famille, notamment sa femme et son fils Marc, il les fait rapidement enfermer dans une forteresse de Cappadoce où, selon les versions, il les laisse mourir de faim, de froid ou de soif ou bien les fait décapiter. Comme convenu, Zénon élève Armatus au rang de magister militum praesentalis, et nomme son fils Basiliscus César, titre qui le fait prince héritier,.
Mais l'année suivante, sous l'influence du général Illus, qui voyait Armatus comme un rival embarrassant, Zénon est convaincu de faire exécuter Armatus sous prétexte de mauvaise foi, et de destituer son fils Basiliscus de son titre en l'obligeant à devenir prêtre. Selon l'historien Evagrius, Basiliscus aurait fini évêque.

## Politique extérieure

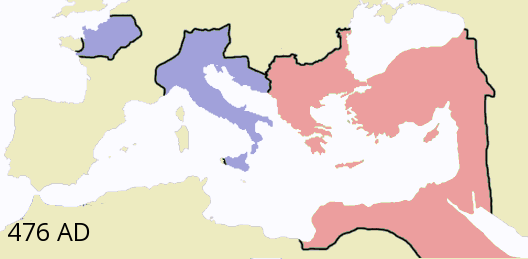
L'Empire d'Occident (bleu) et l'Empire d'Orient (rose) en 476.

### Zénon face à l'effondrement de l'Empire d'Occident

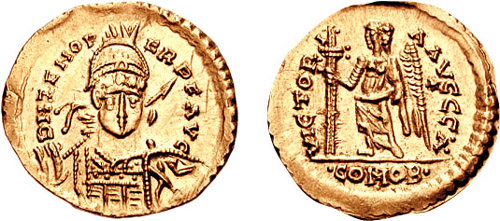
Solidus battu par Odoacre au nom de Zénon.

Alors aux prises avec l'usurpation de Basiliscus, Zénon ne peut empêcher la chute du dernier empereur, Romulus Augustule, déposé le 4 septembre 476 par Odoacre, le roi des Hérules. Ce dernier envoie les insignes impériaux à Zénon, reconnu seul empereur légitime. Parallèlement, le Sénat romain envoie une ambassade à Zénon pour confirmer l'acceptation du chef barbare comme souverain de l'Italie, dans une logique de coopération. Odoacre, qui ne revendique pas le titre impérial, cherche probablement l'apaisement pour ne pas susciter l'opposition de l'Empire d'Orient. Cependant, Zénon n'est guère en mesure d'intervenir en Italie. Pour lui, l'empereur d'Occident reste Julius Nepos, chassé d'Italie en 475 et réfugié en Dalmatie. Ainsi, Zénon incite les sénateurs de Rome à se tenir prêt à son retour. Il reçoit également une ambassade de Syagrius, un dignitaire romain à la tête d'une principauté au nord de la Gaule qui tente sans succès de profiter de la confusion régnante pour être reconnu empereur d'Occident. Pendant un temps, Zénon tente de favoriser la cohabitation entre Julius Nepos et Odoacre. Il confère le titre de patrice à ce dernier mais lui demande de reconnaître l'autorité impériale de Julius Népos, proche de Vérine qui pourrait avoir intercédé en sa faveur auprès de l'empereur d'Orient. Dans les faits, Zénon ne fait rien pour aider Népos à reconquérir l'Italie, où Odoacre agit comme le dirigeant de fait, n'hésitant pas à conférer la dignité consulaire à ses alliés tout en acceptant la suzeraineté théorique de Julius Nepos,. Finalement, l'assassinat de Julius Nepos en 480 résout le problème, fournissant le prétexte à Odoacre pour conquérir la Dalmatie. S'il fait battre des monnaies au nom de Zénon, respectant sa primauté impériale, cette soumission est là aussi purement formelle,.
Avec les différents pouvoirs germaniques qui se sont installés dans les anciennes terres de l'Empire d'Occident, Zénon opte pour une option réaliste. Au-delà de reconnaître l'autorité d'Odoacre, il confère à Gondebaud, chef des Burgondes, le titre de maître des milices pour la Gaule et donne son assentiment au traité signé entre Odoacre et Euric, qui reconnaît la souveraineté de ce dernier sur les terres occupées par les Wisigoths, notamment ses dernières conquêtes en Narbonnaise seconde. Enfin, il envoie une ambassade auprès du royaume vandale en 477 pour signer un traité avec Hunéric pour mettre un terme à l'état de guerre larvée avec l'Empire d'Orient. Ces différentes actions diplomatiques permettent à Zénon de maintenir une autorité symbolique sur les anciennes terres romaines. Un nombre important de pièces à son effigie sont retrouvées dans la tombe de Childéric Ier, le père de Clovis, rappelant la persistance des liens et peut-être du foedus entre les Francs et l'Empire.
Dans les faits, Odoacre apparaît même comme un allié potentiel à ceux qui contestent l'autorité de Zénon, ce qui a pu renforcer la méfiance entre les deux souverains. Plusieurs ambassades se succèdent à Constantinople pour faire reconnaître par Zénon le choix des consuls nommés par Odoacre et lui présenter divers cadeaux, sans parvenir à dissiper les tensions. Assez vite, Zénon fait jouer les rivalités entre peuples germaniques pour instaurer un nouvel ordre en Italie. Il semble avoir envisagé une alliance avec les Ruges, installés en Norique, mais Odoacre lance une attaque préventive contre eux en 487 et les défait. Bientôt, c'est vers les Ostrogoths que Zénon se tourne.

### L'alliance avec les Ostrogoths

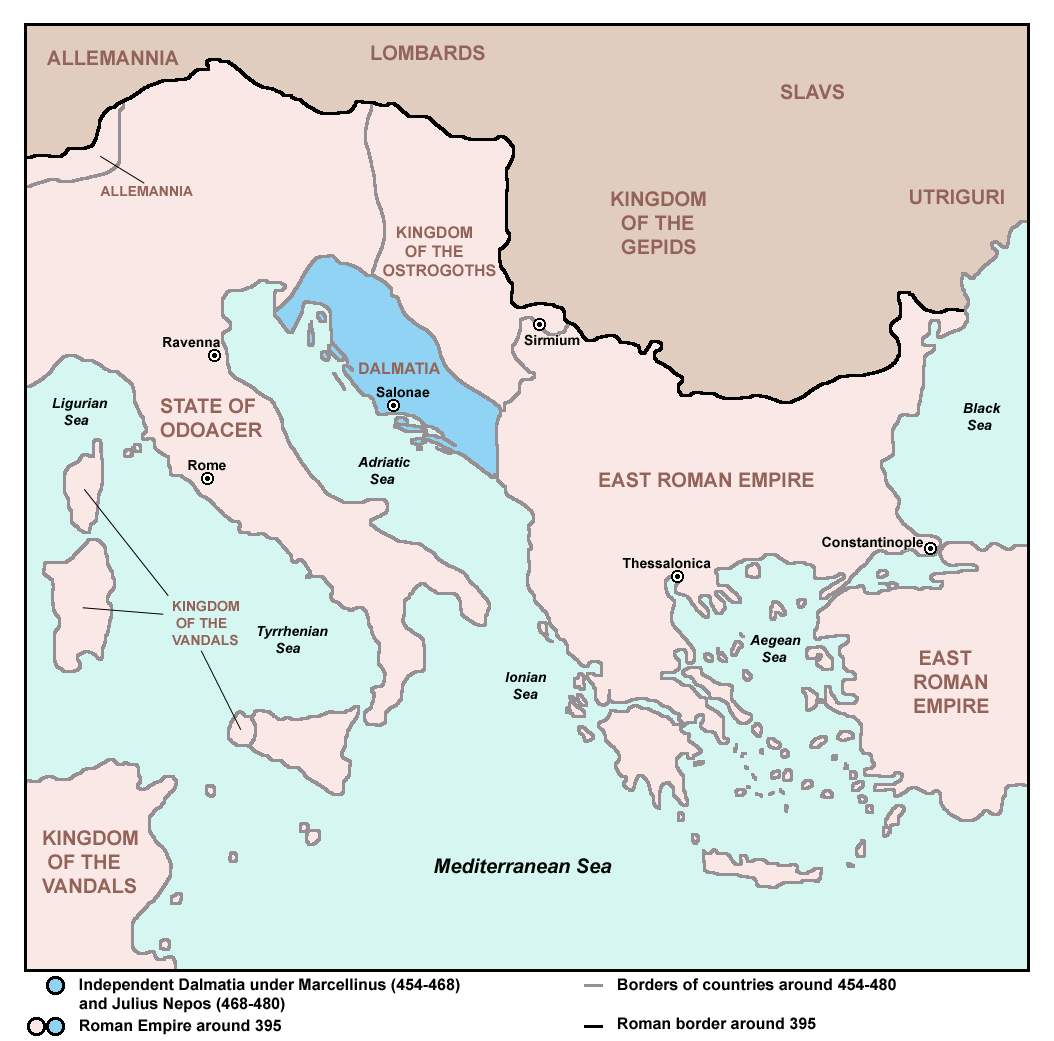
Carte de la situation géopolitique des Balkans et de l'Italie aux lendemains de la chute de Romulus Augustule.

Dans les Balkans, Léon puis Zénon tentent de venir à bout de l'insurrection des Ostrogoths de Théodoric Strabon. Léon lui oppose un autre Ostrogoth, Théodoric l'Amale, otage à Constantinople depuis 459, et accorde en 473 à ses troupes le statut de fédérés, cantonnés en Macédoine. Néanmoins, l'entente demeure fragile et les Goths quittent rapidement ce territoire. Pendant plusieurs années, ils représentent un facteur de perturbation dans les Balkans. Alors que Théodoric l'Amale a peut-être été utilisé par Zénon pour faire diversion dans sa lutte contre Basiliscus, il ne semble pas satisfait des concessions de l'empereur, qui n'a probablement pas rempli toutes ses promesses en matière financière. Il pille la cité de Stobi, puis menace Thessalonique et s'attaque à Heraclea Lyncestis. Zénon lui octroie la région autour de Pautalia en 479, ce qui ne satisfait toujours pas Théodoric l'Amale. Il préfère Dyrrachium avant de piller à nouveau la Macédoine et la Thessalie. En 483, Zénon tente un nouveau compromis en l'installant en Dacie ripuaire, sans succès.
Les ressources de Mésie épuisées, l'Amale réunit les diverses bandes gothiques des Balkans, dont celles de Théodoric Strabon, mort en 484, et vient piller en 487 la banlieue de Constantinople. Pour s'en débarrasser, Zénon le charge d'attaquer Odoacre avec qui il s'est brouillé. Les sources divergent : l'Anonyme de Valois et l'historien Jordanes donnent à Zénon la paternité de cette mission, à l'opposé de Paul Diacre, qui donne à Théodoric l'initiative de la proposition ; Louis Bréhier retient cette thèse, appuyée sur le fait que Théodoric venait de recueillir le roi des Ruges, vaincu par Odoacre. Au printemps 488, Théodoric et le peuple ostrogoth évacuent la Mésie pour conquérir l'Italie, libérant définitivement les Balkans de la menace germanique,. Pendant plusieurs années, la guerre fait rage dans la péninsule, voyant aussi l'intervention des Vandales qui tentent de s'emparer de la Sicile mais aussi d'Alaric II, le souverain des Wisigoths, qui prend à revers Odoacre. Assailli de toutes parts, ce dernier finit par être vaincu en 493, deux ans après la mort de Zénon.
La nature exacte de l'alliance entre Théodoric et Zénon, ainsi que les conditions de son intervention en Italie, restent difficiles à cerner. Selon les sources occidentales, Théodoric conquiert l'Italie pour la gouverner en pleine autorité, ce qui justifie sa prétention au titre de Rex Italiae (roi d'Italie), mais les sources orientales assurent qu'il intervient au nom de Zénon et pour gouverner la péninsule au profit de l'Empire d'Orient. Il est peu probable que les deux hommes aient défini précisément le régime juridique de leurs relations. Zénon a certainement cherché à se débarrasser d'une source de nuisance trop proche de Constantinople, tout en espérant garder suffisamment d'influence sur l'Italie. Quand, en 490, auréolé de ses premiers succès, Théodoric envoie une ambassade à Zénon pour se voir reconnaître sa prétention à régner sur l'Italie, les négociations s'enlisent et n'aboutissent que sous le successeur de Zénon, Anastase.
Par ailleurs, Zénon organise la défense de Cherson, possession byzantine stratégique en Crimée, régulièrement menacée par les Huns. Il participe au financement des murailles de la cité, à qui il rétablit le droit de battre monnaie, un privilège rare dans l'Empire.

### Un front oriental apaisé
Une paix relativement solide dure depuis le traité de paix en 363 avec les Sassanides, contrastant avec la période précédente. Les Byzantins privilégient alors les menaces qui assaillent l'Empire en Occident. Sous Zénon, la donne ne change guère, même si des tensions s'accroissent progressivement. En effet, les Sassanides sont eux aussi confrontés à un défi de taille, celui des Huns hephtalites qui les attaquent régulièrement sur leur frontière septentrionale et les contraignent à des tributs coûteux. Ainsi, alors même que la donne géopolitique semble plutôt favorable à un assaut des Byzantins dont la frontière occidentale sous Zénon est plutôt calme, et alors que les Sassanides sont aussi fragilisés par des princes caucasiens de plus en plus hostiles, Zénon ne déclare pas la guerre à son voisin. Il semble que les troubles internes, en particulier la révolte d'Illus, l'empêchent de profiter de la situation. En revanche, alors que les Sassanides lui demandent le paiement d'un tribut, Zénon réplique en leur signifiant que le traité de 363 prévoit la rétrocession de Nisibis, jamais intervenue. Quand Zénon s'éteint en 491, une ambassade perse est en chemin pour réclamer à nouveau un tribut.

## Politique intérieure
S'il jouit de son mariage avec une fille de Léon Ier, Zénon reste durablement contesté par plusieurs dignitaires de l'Empire, qui lui reprochent notamment ses origines isauriennes, mal perçues, mais aussi sa politique envers les Goths. De ce fait, plusieurs conspirations d'importance sont référencées à la suite de celle de Basiliscus, sans parvenir à le renverser.

### La révolte de Marcianus
D'emblée, Zénon peine à maintenir la concorde au sein de son entourage. À l'instigation des impératrices Vérine et Ariadnè, au moins trois attentats sont tentés contre Illus, le plus influent soutien de Zénon : le premier probablement en 477, le second en 478. Pour se mettre à l'abri, Illus obtient l'autorisation de Zénon de se rendre en Isaurie, à la suite du décès d'un de ses frères, et refuse de revenir, jusqu'à ce que Zénon lui livre Vérine. Elle est exilée dans un monastère de Tarse (en Cilicie), puis enfermée dans un château en Isaurie. Elle ne reviendra jamais à Constantinople, mais conserve son pouvoir de nuisance : elle encourage une nouvelle révolte à Constantinople en fin 479, organisée par ses frères Procope et Romulus au profit de son gendre Marcianus. Celui-ci dispose d'une parenté des plus prestigieuses. Époux de la princesse Léontia Porphyrogénète, alliance matrimoniale qui justifie ses prétentions à l'Empire, il est lui-même un descendant de Marcien et le fils de l'empereur d'Occident Anthémius,. Il bénéficie du soutien de personnalités importantes comme Théodoric Strabon et peut lancer ses partisans à l'assaut des demeures de l'empereur et d'Illus. Pendant un temps, il semble contrôler la capitale et le Palais impérial, sans pour autant se faire proclamer comme empereur, ce qui permet aux partisans de Zénon, dirigés par Illus, de réagir promptement. Avec l'appui des scholes palatines, la garde impériale, ils repoussent les rebelles et s'emparent de Marcianus. Celui-ci est contraint à l'exil à Césarée de Cappadoce tandis que sa femme doit se faire nonne. Pour autant, il parvient à s'échapper et s'attaque aux environs d'Ancyre, avant d'être de nouveau maté, cette fois par Trocundus qui l'enferme en Isaurie ou à Tarse. Quant à Théodoric Strabon, il tombe en disgrâce mais conserve une troupe de soldats goths suffisante pour s'attaquer à la capitale, mais il est repoussé et se réfugie en Grèce où il meurt à une date inconnue.

### La conspiration de Dionysius
En 480, une autre conspiration intervient. Plutôt mystérieuse, elle est conduite par le préfet du prétoire d'Orient, Dionysius, qui semble avoir des liens de parenté avec Illus. Il s'associe au maître des milices Thraustila et à Epinicus, un proche de Vérine qui a occupé le même poste que Dionysius sous Basiliscus. De nouveau, l'influence de l'impératrice douairière se fait ressentir, sans que son degré exact d'implication soit connu. Quelles que soient les raisons précises de cette conspiration, elle est finalement révélée et Zénon peut arrêter les trois hommes.

### La collusion d'Illus et Léontius

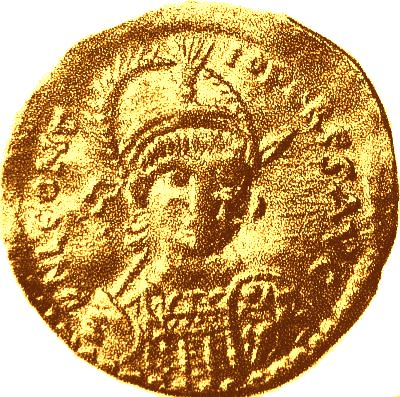
Pièce de monnaie frappée par Léontius, alors qu'il s'est proclamé empereur à Antioche.

Dans l'entourage de Zénon, deux frères, Illus et Trocundus, occupent une place de premier plan. Depuis qu'ils l'ont rejoint pour renverser Basiliscus, ils ont gagné en influence, notamment Illus. D'abord maître des offices, puis patrice et consul. Trocundus occupe des postes similaires et ils sont en mesure d'influer sur la politique de Zénon. Leur puissance est aussi une menace pour plusieurs personnages de l'Empire et Illus échappe ainsi à deux tentatives d'assassinat, vraisemblablement commanditées par Vérine. Ariadnè tente d'intercéder auprès de Zénon pour le retour de sa mère à de nombreuses reprises, mais en vain, car Illus s'y oppose vigoureusement. Ariadné organise un troisième attentat contre lui, probablement durant l'hiver 481-482, qui manque de réussir, car Illus y perd une oreille. Pour se mettre en sécurité loin des intrigues de Constantinople, il obtient que Zénon le nomme maître des milices d'Orient. Proche des milieux chalcédoniens, Illus jouit aussi de soutiens de poids en Égypte. De plus en plus, il semble se construire un réseau capable de le porter au pouvoir, d'autant qu'il dispose d'un argument solide en la personne de Longinus, le frère de Zénon, qu'il a fait prisonnier alors qu'il luttait contre lui sous Basiliscus. Depuis, il s'en sert comme d'une forme d'otage et refuse de le libérer quand Zénon le lui demande en 483 ou 484.
Zénon riposte en le démettant de sa fonction de maître des milices, ce qui pousse Illus, soutenu par Trocundus, à la rébellion ouverte en 484. Il fait alors libérer Marcianus, envoyé en Italie quérir des renforts, alors qu'Illus se rapproche des Perses et des Arméniens. Face à lui, Zénon envoie d'abord Jean le Scythe ainsi que le patrice Léontius, qu'Illus parvient à retourner. Plus encore, il fait libérer Vérine et lui demande de couronner Léontius en juillet 484. Ce souhait d'Illus de ne pas occuper le rôle principal pourrait être une forme de protection en cas d'échec, mais c'est bien lui qui est aux commandes. Zénon envoie alors de nouveaux généraux, dont Erménéric, un fils d'Aspar, alors que Léontius s'est installé à Antioche dont il couvre les habitants de cadeaux. Néanmoins, plusieurs cités de l'Orient byzantin refusent de le reconnaître. Si Léontius parvient à constituer un embryon de gouvernement, s'appuyant surtout sur le païen égyptien Pamprépios, il ne dispose que de moyens limités. Dès le mois de septembre, les troupes loyalistes remportent une victoire suffisante pour contraindre les rebelles au repli en Isaurie. Pendant près de quatre ans, ils résistent autour du fort de Papyrius mais souffrent de défections toujours plus nombreuses. Dès novembre 484, Jean le Scythe capture et exécute Trocundus tandis que Zénon repousse les offres de négociations d'Illus. Vérine meurt aussi au cours de ce long siège. Finalement, Illus, Léontius et leurs derniers soutiens sont faits prisonniers, et plusieurs sont exécutés sur ordre de Zénon, qui reçoit les têtes d'Illus et Léontius pour qu’elles soient exposées publiquement à Constantinople,.

### Un entourage aux contours variables
Sous Zénon, plusieurs vagues de répression politique sont attestées, au moins partiellement liées aux révoltes évoquées. Ainsi, dès sa reprise du pouvoir, il fait exécuter Armatus, avec qui il a pourtant conclu un accord. En 481, c'est au tour du maître des milices de l'Illyrie, Sabinianus Magnus, d'être exécuté sur ordre impérial, suivi en 490 du patrice Pélagius, que Zénon aurait soupçonné de trahison,.
Malgré cette instabilité politique, certaines constantes peuvent être observées. Si plusieurs proches de Léon Ier participent aux rébellions contre Zénon, d'autres cadres de l'administration lui demeurent fidèles, à l'image du préposite Urbicius, qui détient cette fonction à la mort de Zénon mais semble déjà l'occuper en 449. Ainsi, plusieurs dignitaires survivent aux successions. Le cas particulier d'Erménéric, fils d'Aspar passé sous la protection de Zénon, peut aussi être cité puisqu'il dirige une armée contre Illus en 484. Plusieurs Isauriens restent fidèles à Zénon tout au long de son règne contre Longinus de Cardala, qui devient magister officiorum vers 488, Lilingis, le demi-frère d'Illus, qui ne le rejoint pas dans sa révolte, ou bien encore Cottomenes. Cette diversité de soutiens, parmi lesquels d'anciens partisans de Léon Ier voire de Marcien, contribue largement à expliquer que le pouvoir de Zénon ait résisté aux nombreuses tentatives de renversement qu'il a affrontées. Elle montre aussi une élite aux contours variables, se livrant une compétition parfois féroce pour le pouvoir mais capable aussi de survivre aux changements d'empereurs.
Par ailleurs, dans le contexte des factions, ces groupes rattachés aux différents attelages qui s'opposent lors des courses de chars en fonction de leurs couleurs et constituent des formes de groupes de pression dans les sociétés urbaines, Zénon est réputé proche des Verts.

### Politique urbaine
Face à la croissance démographique de Constantinople, Zénon abandonne la limitation des hauteurs des maisons à 100 pieds (29,5 m) instaurée par Léon Ier. Les distances minimales entre les édifices se réduisent. La loi favorise la spéculation immobilière et l'annexion des espaces publics pour y construire. La christianisation fait que de grandes familles riches se consacrent à une fondation pieuse (église, hospice, monastère) autour de laquelle s'organisent des maisons de rapport. La constitution de ces patrimoines fonciers au Ve siècle marque le début de la transformation de la cité antique, constituée d'unités d'habitations domus ou oikos, en ville médiévale constituée de zones d'habitations ou oikia.
En parallèle, Zénon a la réputation d'un généreux donateur pour les fondations d'églises. Selon Richard Krautheimer, il s'agirait de l'un des principaux bâtisseurs parmi les empereurs d'Orient. Il en a fondé une avec certitude à Séleucie d'Isaurie, sur sa terre natale, dédiée à Sainte-Thècle. D'autres édifices religieux dans cette région et en Cilicie apparaissent sous son règne, sans qu'il soit possible de déterminer avec certitude le degré d'implication de Zénon ou d'autres dignitaires isauriens. Parmi eux figure le monastère d'Alahan ou bien encore une église à Korykos. Il lui est aussi souvent attribué les premières constructions du sanctuaire dédié à Siméon le Stylite, un mystique ayant vécu en Syrie et rapidement l'objet d'un culte, qui se prolonge au sein du monastère Saint-Siméon-le-Stylite dont la construction débute après sa mort, en 459. S'il est possible que les premiers travaux remontent à Léon Ier, Zénon a vraisemblablement participé à leur achèvement. Il soutient aussi l'érection d'une église dédiée à Barnabé sur l'île de Chypre, dont il confirme au passage l'autocéphalie. Toutes ces réalisations témoignent aussi de la popularité du culte des saints, qui contribuent au développement de lieux de culte locaux, souvent objets de pèlerinages. Par ailleurs, il élève la localité de Rakhlah en Syrie au rang de cité, renommée Zénonopolis.
En revanche, de manière significative, aucune source ne s'accorde à attribuer à Zénon la construction de bâtiments à Constantinople, à la différence de bien d'autres empereurs d'Orient de cette époque. Seule l'église d'Elias semble avoir été bâtie avec son approbation par des soldats de retour de campagne mais non avec son soutien financier. Il est difficile d'interpréter cette carence. Rafal Kosinski émet plusieurs hypothèses dont un ressentiment de Zénon envers une capitale qui l'a expulsé avec l'usurpation de Basiliscus, le manque de fonds disponibles, plutôt utilisés pour des fondations provinciales ou encore l'attribution de certaines réalisations à son successeur, Anastase, plutôt qu'à lui-même.

Constructions attribuées à Zénon
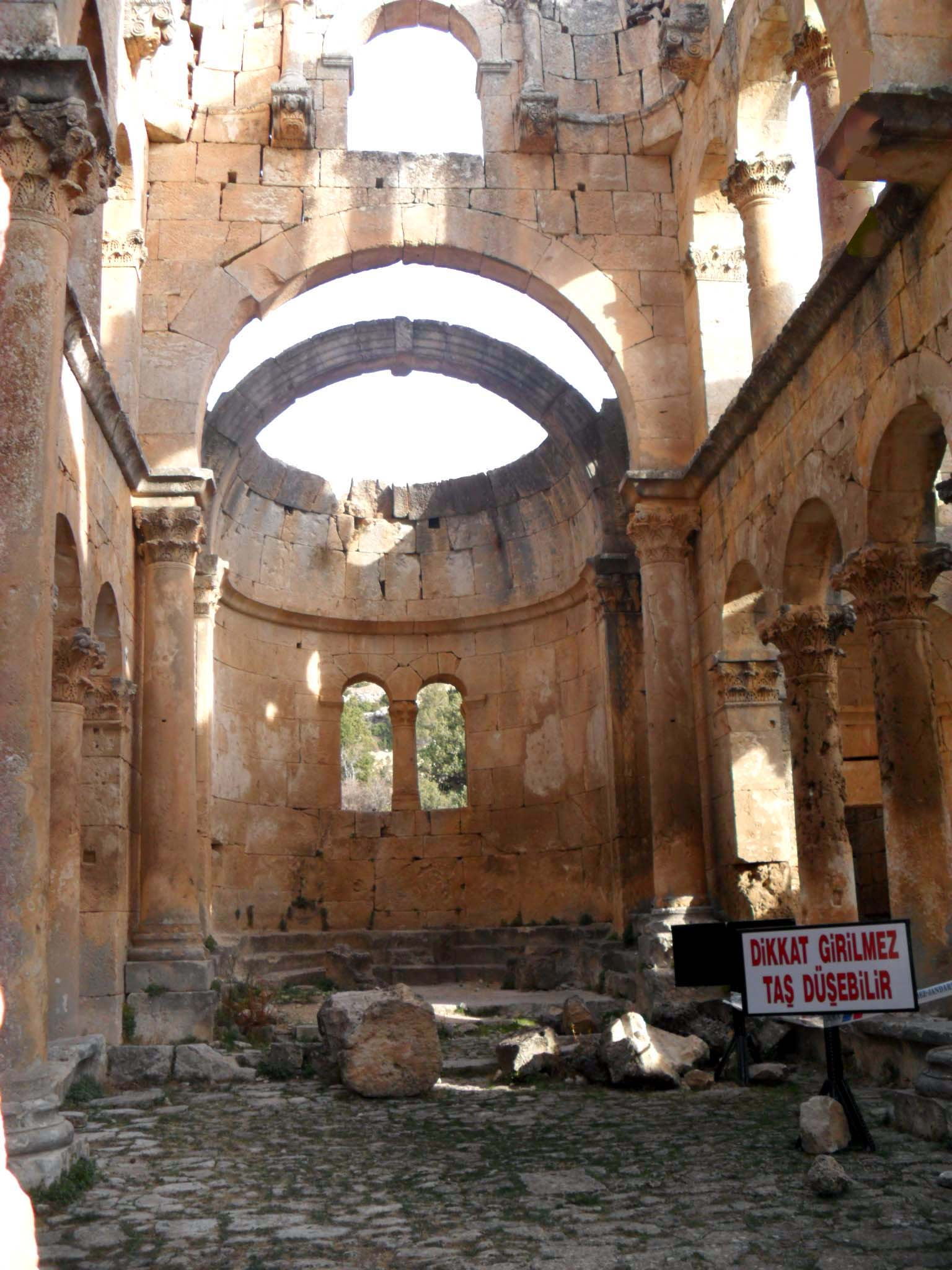
Vestiges du monastère d'Alahan.
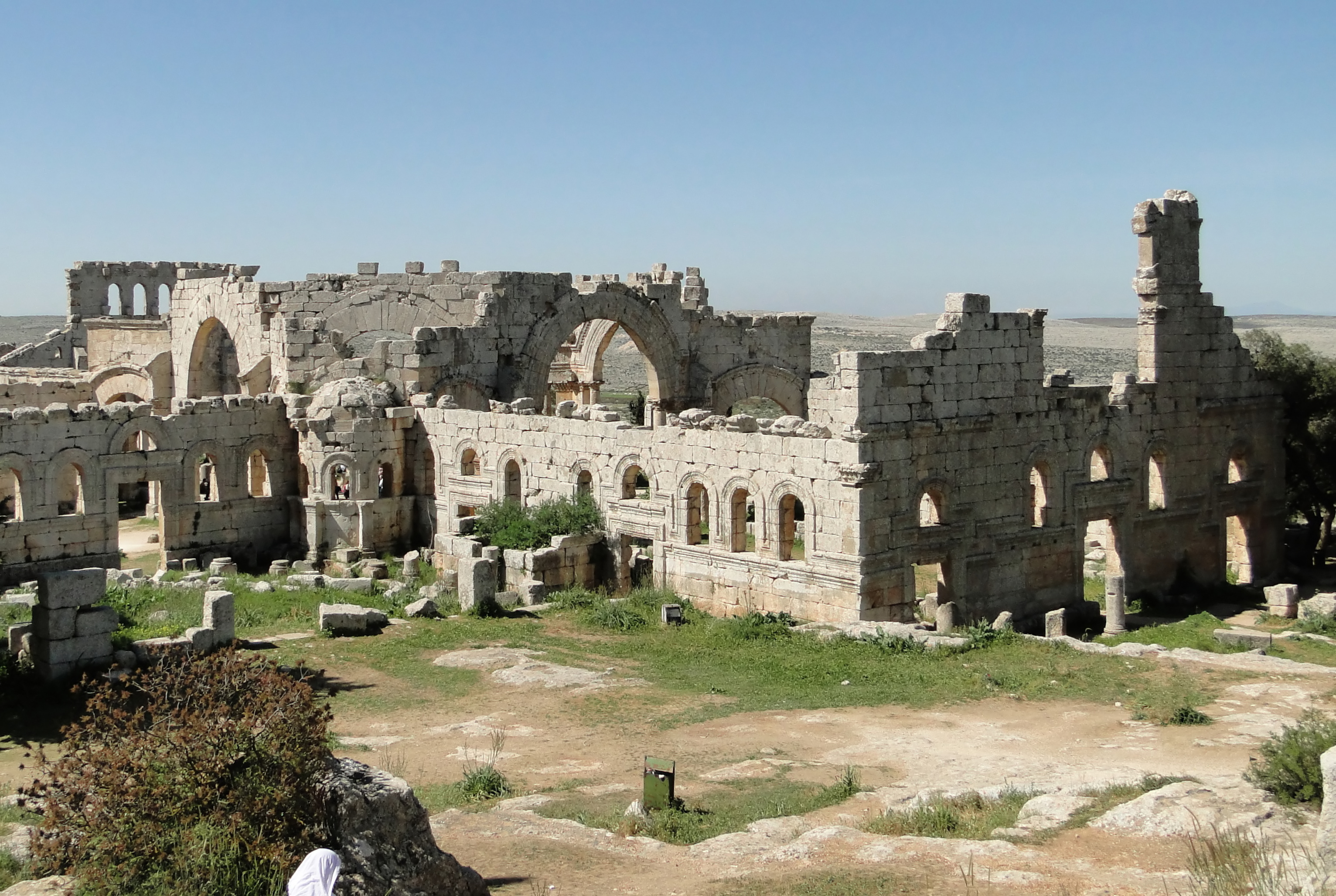
Ruines du monastère Saint-Siméon-le-Stylite.
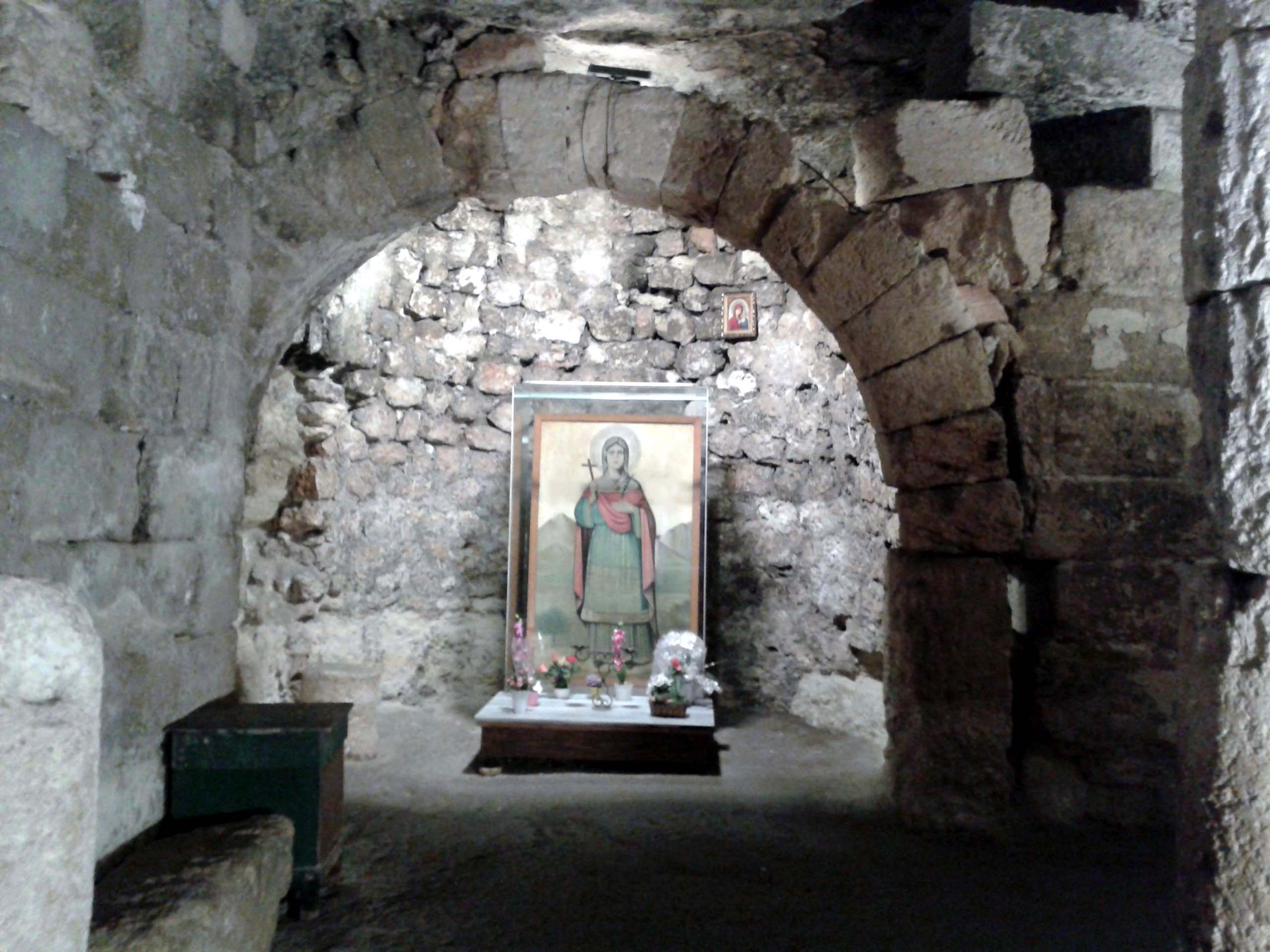
Eglise de Sainte-Thècle, à Séleucie.

### Une action administrative mal connue
Peu de sources permettent d'appréhender l'action administrative de Zénon. Fiona Haarer note qu'il semble peu intéressé par cet aspect du gouvernement, à la différence de son successeur, Anastase Ier. Sous son règne, l'état des finances publiques est fragile, surtout du fait des conséquences financières désastreuses de l'expédition de 468 contre les Vandales. Dans l'ensemble, rien n'atteste d'une action de Zénon en la matière, qui dépense beaucoup pour maintenir la paix avec les Ostrogoths et acheter la loyauté de divers dignitaires. En revanche, son préfet du prétoire, Sebastianus, s'illustre par un usage approfondi du suffragium, une pratique qui s'apparente à une forme de vénalité des charges, vendant divers offices aux plus offrants pour renflouer les caisses de l'État. Quelques historiens comme Roland Delmaire vont jusqu'à souligner une politique financière désastreuse qui aggraverait les difficultés économiques de l'Empire et la dépréciation de la monnaie, entraînant notamment la fermeture de centres d'émission comme à Thessalonique,.
Parmi les quelques lois (ou novelles) qui lui sont attribuées et sont reprises dans le Code de Justinien, l'une d'entre elles protège quiconque ayant reçu un bien du fisc contre toute personne qui en réclamerait la propriété. Il confirme aussi les restrictions sur les monopoles imposées par Léon Ier pour éviter une hausse des prix. Il légifère aussi sur les trésors qui seraient découverts par un propriétaire sur ses terres. Ce dernier en a la totale disposition et, dans le cas où cette découverte est le fait d'autrui, il peut jouir de la moitié du montant du trésor découvert. C'est également sous son règne que se développe le consulat honoraire, qui peut être acheté et de rang moindre que le consulat ordinaire, ce qui contribue à la dévaluation de cette fonction dans l'Empire romain tardif,. D'ailleurs, durant plusieurs années de son règne, il ne nomme pas de consuls ordinaires alors qu'ils sont normalement renouvelés tous les ans.

## Controverses religieuses
Dans le domaine religieux, Zénon s'efforce de mettre fin à la dispute sur la nature du Christ, entre monophysisme, qui considère que sa nature divine a absorbé son humanité, opinion qui rallie les régions orientales de l'Empire, et le chalcédonisme qui affirme sa double nature, humaine et divine. Dans l'ensemble, Zénon semble avoir fait preuve de plasticité dans ses convictions religieuses. Son passage à Antioche l'expose aux influences monophysites, incarnées par Pierre le Foulon, un moine particulièrement influent qu'il aurait aidé à devenir patriarche. Néanmoins, il apparaît surtout comme un conciliateur, conscient des tensions politiques sous-jacentes aux différences religieuses. Après l'usurpation de Basiliscus, il révoque dès le 17 décembre 476 toutes les décisions religieuses prises lors de cet intermède, notamment une Encyclique particulièrement favorable au monophysisme et réaffirme les principes issus du concile de Chalcédoine. Il soutient aussi le patriarche Acace de Constantinople, qui s'est illustré par son opposition à Basiliscus. Acace en profite et prend position contre les principaux chefs monophysites, comme Paul d'Éphèse qu'il fait démettre, ainsi que Pierre le Foulon. Le patriarcat d'Antioche se montre l'un des plus sensibles et l'intronisation impériale de Calendion nécessite l'intervention de l'armée pour qu'il puisse prendre sa fonction patriarcale. La situation est similaire au sein du patriarcat d'Alexandrie, particulièrement hostile au concile de Chalcédoine, et l'élévation patriarcale de Pierre Monge en 477 sans consultation impériale provoque une réaction de Zénon. Celui-ci fait rétablir Timothée III d'Alexandrie, renversé sous Basiliscus. Surtout, l'empereur fait menacer de sanctions ceux qui s'opposeraient à cette décision ou viendraient en aide à Pierre Monge. Au-delà du souhait de Zénon de favoriser des personnalités favorables à Chalcédoine, il faut aussi voir dans ces décisions une forme de purge envers des membres du clergé qui ont été des soutiens de Basiliscus. Ainsi, le patriarche Anastase de Jérusalem, monophysite mais plus discret sous Basiliscus, reste en fonction.
Ces décisions sont aussi le témoignage de relations parfois complexes entre Constantinople et ses provinces, ce qui explique qu'une délégation égyptienne se rende auprès de Zénon pour demander le droit aux évêques locaux de nommer leur propre patriarche. Ainsi, après la mort de Timothée, c'est Jean Talaia qui lui succède, à l'initiative des autorités locales. Or, si Zénon a bien donné son accord à cette forme d'autonomie, c'est sous réserve que Talaia ne soit justement pas nommé. Finalement, Talaia part en exil pour Rome et Zénon rétablit Pierre Monge, dans une forme de compromis en décembre 482.
Face à ces situations de tension, Zénon propose en 482 un compromis en accord avec le patriarche de Constantinople Acace, l’Hénotique, édit d'union religieuse qui reprend les décisions des trois premiers conciles œcuméniques tout en évitant les expressions « deux natures » et « une nature ». Il ne se réfère pas non plus explicitement au concile de Chalcédoine. Cette voie médiane est loin de tout résoudre. À Alexandrie, Talaia, connu comme un fervent chalcédonien, refuse de s'y soumettre et préfère s'exiler à Rome. Pierre Monge peut alors revenir sur le siège patriarcal en acceptant de signer l'Hénotique. À Antioche, Pierre le Foulon se soumet aussi à l'édit impérial et peut revenir sur le trône patriarcal à la place de Calendion, tombé en disgrâce pour son soutien à Léontius. Pour autant, dans les milieux les plus radicaux et dans certains monastères, les partisans d'une condamnation explicite de Chalcédoine s'organisent comme les acéphales (« ceux qui sont sans chef »),. Il finit aussi par provoquer un schisme avec Rome.
Le pape Félix III rejette ce texte trop teinté de monophysisme et doit désavouer les légats qu'il a envoyés à Constantinople et qui ont communié avec le patriarche. Il lance en 484 un anathème contre Acace de Constantinople, qui riposte en rayant le nom du pape des diptyques des Églises d'Orient, listes des bienfaiteurs lues au début des offices. Le patriarche fait aussi exécuter les prêtres qui exhibent dans la basilique Sainte-Sophie la décision papale d'excommunication. Cette première rupture entre Rome et Constantinople va durer 34 ans, jusqu'en 518, début du règne de Justin Ier,,. Elle témoigne de la priorité accordée à la conciliation des riches provinces orientales par les empereurs d'Orient. Néanmoins, l’Hénotique ne peut guère gommer les divergences théologiques qui marquent le christianisme de cette époque. Après avoir apaisé les relations avec les patriarcats orientaux, Zénon se montre moins conciliant dans les dernières années de son règne, peut-être pour ramener la concorde avec Rome mais sans changer radicalement d'orientation. Ainsi, Euphémius de Constantinople, le successeur d'Acace à partir de 490, se dissocie de Pierre Monge, alors que le monophysisme gagne du terrain en Syrie.
Si Zénon fait preuve d'ouverture envers le monophysisme, il est moins tolérant avec d'autres visions du christianisme. Ainsi, il fait fermer l'école théologique d'Édesse, qui est l'une des plus influentes du christianisme mais professe des doctrines proches du nestorianisme, largement contestées dans les milieux chalcédoniens voire monophysites. Les partisans de cette école se réfugient alors chez les Sassanides et fondent l'école théologique de Nisibe. De même, Zénon a parfois été perçu comme hostile au paganisme, qui continue de subsister dans certains pans de la société de l'Empire d'Orient. La religion hellénique est ainsi toujours professée par endroits et Pampripios, l'un des soutiens d'Illus, est lui-même païen. Ainsi, l'historien Franck Trombley attribue à Zénon deux lois répertoriées dans le Code justinien, dirigées contre les païens. Il justifie cette hyothèse par le contexte de la répression de la révolte d'Illus, en partie soutenue par des païens. Néanmoins, d'autres historiens, comme Rafal Kosinski, sont beaucoup plus réservés, tout en soulignant l'existence d'un mouvement plus général vers une répression progressive des cultes païens à cette époque, à l'image des actions entreprises par Pierre Monge à Alexandrie contre eux.

### La révolte des Samaritains (484)
Selon les sources samaritaines, Zénon aurait été particulièrement violent à leur égard. Se rendant à Sichem (Néapolis), il aurait exigé des Samaritains qu'ils se convertissent avant de tuer une grande partie de ceux qui ont refusé. Il transforme ensuite leur synagogue en église et les prive de l'accès au mont Gerizim, lieu saint de cette religion. Les mêmes sources affirment que Zénon aurait été enterré au sommet de cette montagne. En réaction à ces profanations, les Samaritains se révoltent en 484, sous la conduite d'un certain Justa, qui se serait dirigé vers Césarée où vit une importante communauté samaritaine. L'église de Saint-Sébastien y est détruite et des jeux du cirque sont organisés en cet honneur. Selon Jean Malalas, le dux de Palestine réagit par l'envoi de troupes qui écrasent les rebelles et tuent Justa, dont la tête est envoyée à Zénon. Selon Procope de Césarée, c'est Zénon lui-même qui vient pour réprimer cette sédition.
Les historiens modernes ont largement révisé l'enchaînement des événements. Ils estiment que la révolte intervient avant l'épisode répressif engagé par Zénon, qui agit en réaction. Il rebâtit l'église de Néapolis, détruite lors des troubles et les Samaritains sont effectivement bannis du mont Gerizim où une tour fortifiée est bâtie.

## Mort et succession
Zénon meurt le 9 avril 491, sans avoir eu d'autres enfants avec Ariadnè. Parmi les causes de sa mort, la dysenterie a parfois été retenue, ainsi que l'épilepsie. Cette dernière affliction est alors régulièrement associée à une forme de possession et peut alors servir à discréditer celui qui en souffre,. Quoi qu'il en soit, sa succession n'est guère organisée, même si son frère Longinus a pu être pressenti. Dans les faits, la cour impériale en profite pour évincer les Isauriens de leur influence sur la cour impériale et une alliance entre la veuve de Zénon et les principaux dignitaires de l'Empire aboutit à la nomination du silentiaire Anastase Ier. Âgé d'une soixantaine d'années et proche d'Aelia Ariadnè qu'il épouse à son couronnement, il a pu constituer une solution de compromis et de transition, même si son règne s'étend finalement jusqu'en 518. Dès les premières années de son règne, il est confronté à la révolte des Isauriens, qu'il finit par mater, exilant notamment Longinus,.
Selon les chroniqueurs Georges Cédrène, du XIe siècle, et Jean Zonaras, du XIIe siècle, Ariadné aurait fait enfermer dans un tombeau Zénon, inconscient après un excès de boisson, ou victime d'une maladie aigüe. Revenu à lui, Zénon aurait lancé de son tombeau des cris si forts que les gens présents les auraient entendus et auraient eu défense d'intervenir par ordre d'Ariadné. C'est l'une des premières mentions historiques du thème de l'enterré vif. La version de Cédrène comporte une circonstance assez fréquente dans les occurrences de ce thème : l'enterré vif se ronge les mains, les poignets ou les bras (les bras chez Cédrène). Le musée de Fécamp conserve un tableau d'Henri Charrier (1887) représentant cet épisode : L'Impératrice Ariane aux derniers moments de l'empereur Zénon.

## Postérité

La partie de tabula jouée par Zénon, dans laquelle, jouant les rouges, il est obligé par les dés à laisser huit de ses jetons rouges isolés, qui peuvent dès lors être capturés par son adversaire.

Zénon a laissé une trace originale dans l'histoire par la survie d'une partie de tabula à laquelle il aurait joué. Ce jeu, considéré comme l'ancêtre du backgammon, est populaire dans l'Empire d'Orient et Zénon s'y adonne régulièrement. Ainsi, en 480, son tirage est tellement malchanceux qu'il en tire une épigramme qu'Agathias a reproduite un demi-siècle plus tard. Jouant les rouges, Zénon lance les dés et obtient un résultat qui l'oblige à un mouvement particulièrement risqué, qui l'expose complètement à son adversaire et lui fait perdre la partie,.
Zénon est un drame théâtral composé en latin vers 1641 par le jésuite Joseph Simons et représenté à Rome en 1643 au Collège des Jésuites anglais. À partir de cette pièce latine, un drame grec anonyme, du théâtre crétois, est écrit et présenté à Zákynthos en 1682-1683, dans lequel Zénon est brûlé vif tandis que son frère Longinus est exécuté.
Dans la pièce Romulus le Grand (1950) de Friedrich Dürrenmatt, Zénon est un des personnages. Il rejoint l'Italie pour tenter de convaincre Romulus Augustule d'unir leurs forces et de lutter ensemble mais son plan échoue. Il apparaît comme un empereur étouffé par l'étiquette byzantine,.